# 乌苏埃河畔热尔姆
乌苏埃河畔热尔姆（法語：Germs-sur-l'Oussouet，法語發音：[ʒɛʁm syʁ luswɛ]）是法国上比利牛斯省的一个市镇，位于该省西南部，属于阿热莱斯加佐斯特区。

## 地理
乌苏埃河畔热尔姆（43°3'4"N, 0°3'28"E）面积12.96 平方千米，位于法国奧克西塔尼大區上比利牛斯省，该省份为法国西南部内陆省份，北至热尔省，西接大西洋比利牛斯省，南与西班牙接壤，东临上加龙省。
与乌苏埃河畔热尔姆接壤的市镇（或旧市镇、城区）包括：奥桑埃昂格莱、阿尔罗代特埃昂格莱、巴涅尔德比戈尔、舍斯、拉巴塞尔、讷伊、乌尔迪斯-科杜桑。

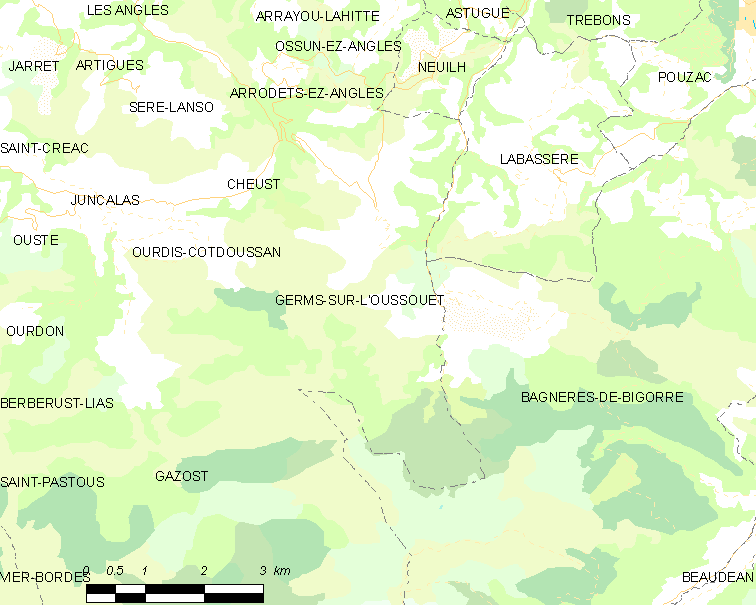
乌苏埃河畔热尔姆的OSM定位图

乌苏埃河畔热尔姆的时区为UTC+01:00、UTC+02:00（夏令时）。

## 行政
乌苏埃河畔热尔姆的邮政编码为65200，INSEE市镇编码为65200。

## 政治
乌苏埃河畔热尔姆所属的省级选区为卢尔德第二县。

## 人口

1962-2008年间乌苏埃河畔热尔姆人口变化图示

乌苏埃河畔热尔姆于2022年1月1日时的人口数量为101人。